# Де-Вауде
Де-Вауде (нід. De Woude) — село в нідерландській провінції Північна Голландія. Входить до муніципалітету Кастрікюм.
Його площа становить 4,76 км², а населення станом на 2021 рік складало 160 осіб.